# Kalendarium historyczne Lucimi
Lucimia – wieś położona 11 km na SW od Kazimierza Dolnego, na lewym brzegu Wisły, około 72 km na NE od klasztoru 11 km na N od klucza Braciejowickiego.
Nazwy lokalne miejscowości w dokumentach źródłowych.
1465 „Luczymia”, 1470-80 „Luczima”, „Luczyna”, 1508 „Luczyna”, 1510 „Luczynya sive t.yasdkow”1Tekst nieczytelny, 1564-5 „fluvio Luczymya”, 1652, 1662, 1674 „Lucimia”, 1787 „Łucimia”, 1827 „Lucyma”,1880 „Lucina”
Podległość administracyjna
1. 1508 powiat radomski, 1827 powiat kozienicki, 1470-80 parafia → Chotcza (Długosz L.B.t. II s.568).

## Kalendarium
Wieś stanowiła własność szlachecką.
- 1470-80 dziedzicami Jakub, Stanisław, Mikołaj Choteccy herbu Nabra posiadali 4 łany kmiece. (Długosz L.B.t.II 568, t.III s.244). Długosz nazywa wieś Luczyna patrz → Kalendarium historyczne Lucimi, [w:] Słownik geograficzny Królestwa Polskiego, t. V: Kutowa Wola – Malczyce, Warszawa 1884, s. 461.
- 1508 Paweł z Chotczy, kasztelan połaniecki, płaci pobór z Lucimia i Zajączkowa[4]
- 1510 odnotowano pobór z 4,5 łana, od 3 zagrodników i z karczmy[6]
- 1662 pogłówne od 63 poddanych (ib. I/67 74);
- 1787 liczy wieś 186 mieszkańców, w tym 7 Żydów[7]
- 1827 wieś miała 38 domów i 183 mieszkańców[8]
- 1880 wieś Lucina, włościańska, w powiecie kozienickim, gminie Oblasy, parafii Chotcza, posiadała gruntu mórg 1080, domów 53, mieszkańców 377.[9]

### Powinności dziesięcinne
Dziesięciny należą do klasztoru świętokrzyskiego i plebana Chotczy.
- 1465 dziesięciny z ról położonych z tej strony rzeki należą do plebana Chotczy[10]
- 1470-80 z 4 łanów kmiecych dziesięcinę snopową i konopną wartości do 3 grzywien dowożą klasztorowi świętokrzyskiemu Długosz L.B. t.II s.568 t.III s.244)
- 1542-3 z powodu zniszczeń spowodowanych przez wylew Wisły wieś nie oddaje klasztorowi świętokrzyskiemu dziesięcin[11]
- 1602 potwierdzenie stanu z 1465 r. tak jak → Chotcza
- 1612-1809 dziesięciny pobierano tak jak w Janowcu
- 1721 dziesięcina z tej strony rzeki należy do plebana Chotczy, z ról z drugiej strony rzeki do klasztoru świętokrzyskiego[12]
- 1802 z należących do Lucimia pól Niwy pana Zagrodzkiego dziesięcina należy do plebana Chotczy[13]
- 1821 wieś Niwę włączono do parafii → Wilków[a]